# アガドンサン事件
アガドンサン事件とは1996年、大韓民国の新興宗教団体「アガドンサン」内にて複数回に渡り死亡事件があったと警察に通報された事件。
証拠不十分で金己順(キム・ジスン)など主犯格とされる者達が無罪となった。

## 事件の概要
金己順は教主となる前は、李敎夫(イ・ギョブ)牧師が率いる全羅北道の教会の信徒だった。李敎夫牧師が事件を起こして逮捕されると自らが教主となり、イエス・キリストに相当する救世主「アガヤ」(赤ん坊、幼女といった意味)であるとして信徒たちに終末思想を教え込んで洗脳し、財産を没収したり所有する京畿道利川市の農場で過酷な労働を強いたりした。
1996年、複数の告発によりアガドンサンに1987～88年の間に三人の信者を殺害した疑惑が浮上した。告発によると最初の被害者である当時5歳の男児は教義を信じないという理由で豚小屋に監禁され1週間食事を与えられず、暴行を受け死亡し、その次に果樹園の管理責任者である当時44歳の男性が背信行為のため殺害され、3人目の被害者である当時21歳の女性は、金己順の息子が彼女に求愛した罪を被らされる形となり、彼女の両親を含む信徒達に殴打され死亡したという。
警察は殺人罪で金己順および教団幹部らを逮捕し、検察は彼らの死に関する目撃者の陳述を多数確保したが、遺体が見つからず、金己順は殺人に関しては無罪判決を受けた。しかし、横領と租税逃れなど別件で有罪となり懲役4年の判決を受けて服役を終えた。
アガドンサンは現在も活動を継続しており、近年金己順が有名なレコード流通会社「シンナラレコード」の会長を務めていたことが問題視されている。